# Perilicmetis diplaca
Perilicmetis diplaca är en fjärilsart som beskrevs av Edward Meyrick 1932. Perilicmetis diplaca ingår i släktet Perilicmetis och familjen äkta malar. Inga underarter finns listade i Catalogue of Life.